# B. Chance Saltzman

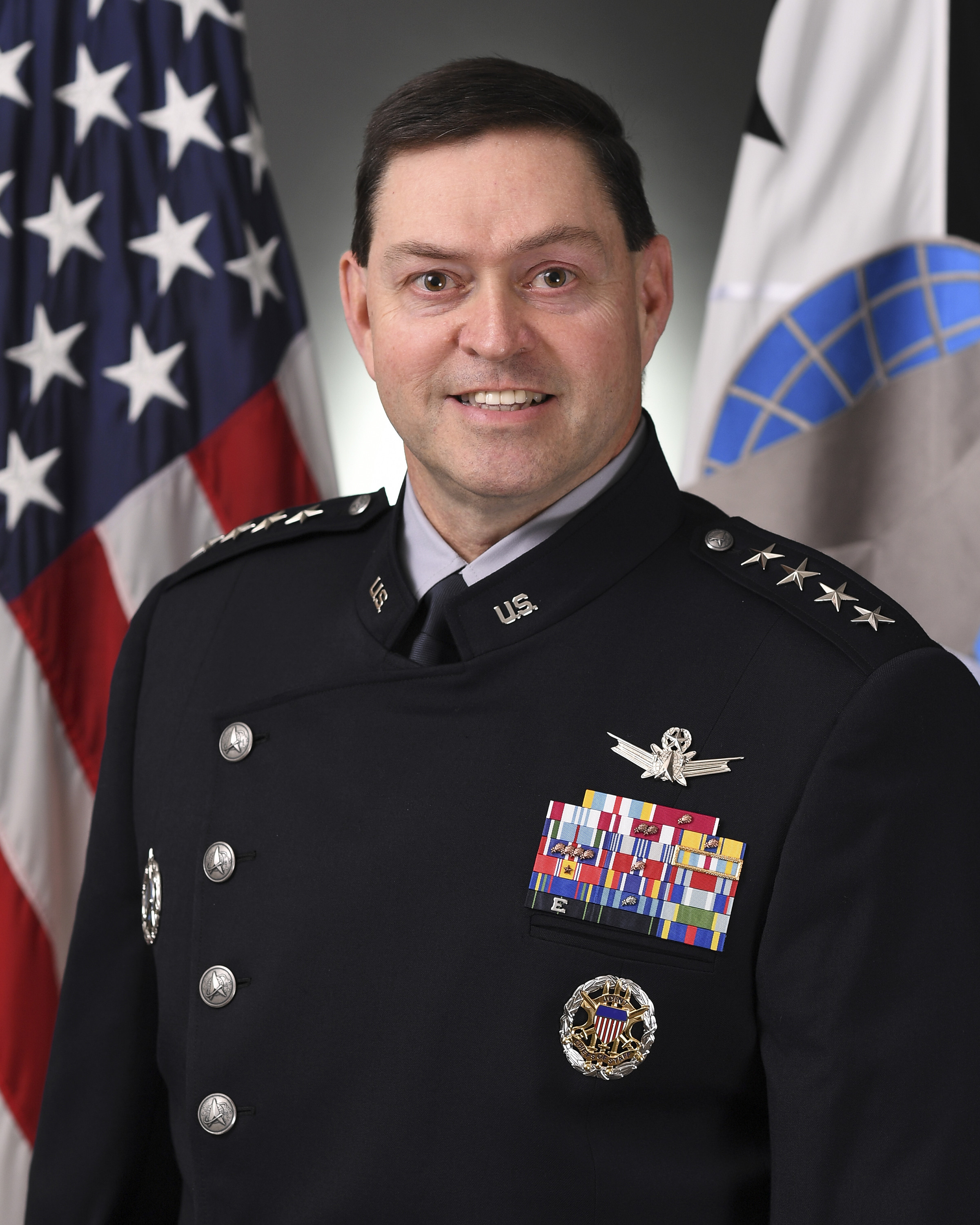
B. Chance Saltzman (2022)

Bradley Chance Saltzman (* 1969) ist ein US-amerikanischer General und seit 2023 amtierender Chief of Space Operations (CSO) und in dieser Eigenschaft Mitglied der Joint Chiefs of Staff. Seit Aufstellung der United States Space Force ist er der zweite CSO und der erste, der auf diesem Dienstposten zum General befördert wurde.

## Leben
Saltzman trat 1991 in die US-Streitkräfte bei der United States Air Force ein, nachdem er sein Studium in Geschichtswissenschaft an der Boston University mit dem Bachelor of Arts abgeschlossen hatte. Im gleichen Jahr wurde er bereits zum Second Lieutenant ernannt und durchlief 1992 die Grundausbildung auf der Vandenberg Air Force Base in Kalifornien.
Von 1992 bis 1996 diente er als Teil einer Crew zum Einsatz strategischer Raketen und war auf der Malmstrom Air Force Base in Montana stationiert. Danach war er für zwei Jahre im Pentagon eingesetzt. Von 1998 bis 2001 folgte eine Verwendung im National Reconnaissance Office auf der Onizuka Air Station in Kalifornien.
Im Juli 2001 wurde er Ausbilder an der United States Air Force Weapons School in Nellis AFB, Las Vegas, Nevada, bevor er die Generalstabsausbildung am Air Command and Staff College in Alabama durchlief. Danach war er Lehrgangsteilnehmer an der School of Advanced Air and Space Studies.
Es folgte eine Verwendung als Leiter der Combat Plans Division am Joint Space Operations Center wiederum auf der Vandenberg Air Force Base. Danach kommandierte er am gleichen Standort nacheinander die 614th Space Operations Squadron und die 1st Space Control Squadron, bevor er als National Security Fellow für ein Jahr nach Cambridge, Massachusetts, an die John F. Kennedy School of Government (Teil der Harvard University) ging.
Danach bekleidete Saltzman den Dienstposten des Leiters für strategische Planung in der Abteilung für operationelle Planung und Strategie im Hauptquartier der USAF wiederum im US-Verteidigungsministerium in Arlington, Virginia. Mittlerweile zum Colonel befördert, übernahm er erneut ein Truppenkommando als Kommandeur der 460th Operations Group in Colorado und im Anschluss daran ebenfalls auf der Buckley Air Force Base den Posten des Leiters der Aerospace Data Facility.
Seine nächsten beiden Verwendungen führten Saltzman in das zu diesem Zeitpunkt noch nicht eigenständige Air Force Space Command und auf die Petersen Air Force Base, Colorado, wo er von Juni 2014 bis Februar 2015 zunächst stellvertretender Abteilungsleiter für Planung wurde und im Anschluss Adjutant des Kommandeurs des Air Force Space Command bis Mai 2016. Wiederum in Arlington im Pentagon wurde er danach eingesetzt als Director of Future Operations (2016–2017) und als Director of Current Operations (2017–2019) im Hauptquartier der USAF. Am 4. September 2019 wurde er zum Major General befördert.
Von 2019 bis 2020 war er stellvertretender Kommandeur des United States Central Command und der erste General auf diesem Posten, der keine Ausbildung zum Militärpiloten abgeschlossen hatte. Danach erfolgte seine Versetzung von der United States Air Force in die 2019 neu aufgestellte United States Space Force als Deputy Chief of Space Operations in Vertretung des ersten Chief of Space Operations, John W. Raymond. 2022 übernahm er als Nachfolger von Raymond selbst das Kommando und wurde am 2. November 2022 zum General befördert.

## Privates
Saltzman ist verheiratet und hat einen Sohn und eine Tochter.